# Suva Morava
Suva Morava (en serbe cyrillique : Сува Морава) est un village de Serbie situé dans la municipalité de Vladičin Han, district de Pčinja. Au recensement de 2011, il comptait 829 habitants.

## Démographie

### Évolution historique de la population
| 1948 | 1953 | 1961 | 1971 | 1981 | 1991 | 2002 | 2011 |
| ---- | ---- | ---- | ---- | ---- | ---- | ---- | ---- |
| 499  | 507  | 508  | 529  | 662  | 793  | 859  | 829  |

|  |